# Mistrzostwa Ameryki i Pacyfiku w Saneczkarstwie 2020
9. Mistrzostwa Ameryki i Pacyfiku w saneczkarstwie 2020 odbyły się w ramach zawodów Pucharu Świata w dniach 13 - 14 grudnia 2019 w kanadyjskim Whistler. Zawodnicy rywalizowali w trzech konkurencjach: jedynkach kobiet, jedynkach mężczyzn oraz dwójkach mężczyzn.

## Terminarz
| Data            | Konkurencja      | Złoto                                | Srebro                                            | Brąz                                  |
| --------------- | ---------------- | ------------------------------------ | ------------------------------------------------- | ------------------------------------- |
| 13 grudnia 2019 | Jedynki kobiet   | Emily Sweeney                        | Carolyn Maxwell                                   | Makena Hodgson                        |
| 13 grudnia 2019 | Jedynki mężczyzn | Tucker West                          | Chris Mazdzer                                     | Reid Watts                            |
| 14 grudnia 2019 | Dwójki mężczyzn  | Kanada Tristan Walker · Justin Snith | Stany Zjednoczone Chris Mazdzer · Jayson Terdiman | Kanada Caitlin Nash · Natalie Corless |

## Wyniki

### Jedynki kobiet
| Medal | Zawodniczka            | Narodowość        | 1. zjazd   | 2. zjazd   | Czas     | Strata |
| ----- | ---------------------- | ----------------- | ---------- | ---------- | -------- | ------ |
|       | Emily Sweeney          | Stany Zjednoczone | 38.862 (1) | 38.850 (2) | 1:17.712 | –      |
|       | Carolyn Maxwell        | Kanada            | 38.969 (2) | 38.912 (3) | 1:17.881 | +0.169 |
|       | Makena Hodgson         | Kanada            | 38.976 (3) | 38.938 (4) | 1:17.914 | +0.202 |
| 4.    | Brooke Apshkrum        | Kanada            | 39.001 (4) | 38.974 (6) | 1:17.975 | +0.263 |
| 5.    | Ashley Farquharson     | Stany Zjednoczone | 39.144 (8) | 38.938 (4) | 1:18.082 | +0.370 |
| 6.    | Brittney Arndt         | Stany Zjednoczone | 39.032 (5) | 39.051 (8) | 1:18.083 | +0.371 |
| 7.    | Trinity Ellis          | Kanada            | 39.117 (7) | 38.978 (7) | 1:18.095 | +0.383 |
| 8.    | Verónica María Ravenna | Argentyna         | 39.082 (6) | 39.121 (9) | 1:18.203 | +0.491 |
| 9.    | Summer Britcher        | Stany Zjednoczone | 40.641 (9) | 38.824 (1) | 1:19.465 | +1.753 |

### Jedynki mężczyzn
| Medal | Zawodnik           | Narodowość        | 1. zjazd   | 2. zjazd   | Czas     | Strata |
| ----- | ------------------ | ----------------- | ---------- | ---------- | -------- | ------ |
|       | Tucker West        | Stany Zjednoczone | 50.060 (1) | 50.096 (1) | 1:40.156 | –      |
|       | Chris Mazdzer      | Stany Zjednoczone | 50.157 (2) | 50.141 (2) | 1:40.298 | +0.142 |
|       | Reid Watts         | Kanada            | 50.248 (3) | 50.259 (4) | 1:40.507 | +0.351 |
| 4.    | Jonathan Gustafson | Stany Zjednoczone | 50.564 (5) | 50.202 (3) | 1:40.766 | +0.610 |
| 5.    | Colton Dean Clarke | Kanada            | 50.489 (4) | 50.430 (5) | 1:40.919 | +0.763 |
| DSQ   | Alexander Ferlazzo | Australia         |            |            |          |        |

### Dwójki mężczyzn
| Medal | Zawodnicy                     | Narodowość        | 1. zjazd   | 2. zjazd   | Czas     | Strata |
| ----- | ----------------------------- | ----------------- | ---------- | ---------- | -------- | ------ |
|       | Tristan Walker/Justin Snith   | Kanada            | 38.528 (1) | 38.508 (1) | 1:17.036 | –      |
|       | Chris Mazdzer/Jayson Terdiman | Stany Zjednoczone | 38.648 (2) | 38.602 (2) | 1:17.250 | +0.214 |
|       | Caitlin Nash/Natalie Corless  | Kanada            | 39.691 (3) | 39.648 (3) | 1:19.339 | +2.303 |

## Klasyfikacja medalowa
| Miejsce | Państwo           | złoto | srebro | brąz | Razem |
| ------- | ----------------- | ----- | ------ | ---- | ----- |
| 1.      | Stany Zjednoczone | 2     | 2      | 0    | 4     |
| 2.      | Kanada            | 1     | 1      | 3    | 5     |